# Самбекские высоты
Народный военно-исторический музейный комплекс Великой Отечественной войны «Самбекские высоты» — самый большой региональный памятный комплекс, воздвигнутый в Неклиновском районе Ростовской области недалеко от села Самбек в честь советских воинов, в том числе 130-й и 416-й стрелковых дивизий, удостоенных почётного наименования «Таганрогских», сражавшихся на линии «Миус-фронта» в 1943 году.
В музейном комплексе, занимающем площадь 14 гектаров, ведущим сооружением является Мемориал Славы. Помимо него на территории комплекса располагаются самый современный в Ростовской области музей «Дон в Великой Отечественной войне», постоянная выставка техники времен войны, а также комплекс памятных прудов с храмом.

## Мемориал Славы «Самбекские высоты»
Автор комплекса — бакинский скульптор Э. Шамилов и ростовские архитекторы В. И. и И. В. Григор.
Первый на месте кровавых боёв памятник, открытие которого состоялось 7 мая 1980 года, воздвигнут на самой высокой точке возле осыпающихся от времени окопов, разрушенных пулемётных гнёзд, блиндажей на окраине села.
Памятник представляет собой две бетонные подковообразные стены, символизирующие две стрелковые дивизии, освобождавшие эти места, и является самым крупным памятником на территории Ростовской области.
На большом камне у входа в мемориальный комплекс высечена надпись:

Остановись, товарищ! Поклонись земле, обагренной кровью богатырей твоего народа, отстоявших мир, в котором ты живешь. Пусть на этом кургане твое сердце воспламенится великим огнём их беззаветной любви к Родине, а память твоя сквозь годы пронесет славу их бессмертного подвига для передачи потомкам в веках. Никто не забыт, ничто не забыто".

В открытии памятника участвовала азербайджанская делегация во главе с первым секретарём ЦК Компартии Азербайджанской ССР Гейдаром Алиевым.

## Военно-исторический музейный комплекс «Самбекские высоты»
В 2014 году стало известно о планах по созданию военно-исторического комплекса «Самбекские высоты». Он расположится на участке примерно 6 га в районе села Самбек под Таганрогом. Комплекс должен включать помимо экспозиционно-мемориальной зоны (здание музея, демонстрационная площадка военной техники, мемориал памяти павших героев, интерактивная площадка «Военно-полевой лагерь»), зону приема и обслуживания посетителей (парковочные площадки, кассы, места для организации питания и другое), административно-хозяйственную часть и переходную галерею.
На 6 мая 2015 года была запланирована торжественная церемония закладки первого камня в основание музейного комплекса. Поисковой отряд общественной организации «Последний след войны» под руководством Игоря Третьякова нашёл в апреле 2015 года на будущей стройплощадке 59 немецких 78-миллиметровых снарядов времен Великой Отечественной войны. Спустя несколько дней было объявлено, что «в связи с обнаружением взрывоопасных предметов на месте проведения торжественной закладки первого камня в строительство военно-исторического музейного комплекса „Самбекские высоты“ мероприятие переносится на неопределённый срок».
30 августа 2015 года, в день освобождения Таганрога, в основание строительства музейного комплекса был открыт музейный камень.
Создавать экспозицию музея было поручено Таганрогскому музею-заповеднику. В августе 2015 года начал работу Благотворительный фонд поддержки будущего музея «Самбекские высоты». Планировалось, что музейный комплекс будет открыт 9 мая 2020 года, однако из-за пандемии коронавируса открытие было перенесено на 30 августа.
В масштабной экспозиции открывшегося 30 августа 2020 года комплекса представлено более 1000 экспонатов. Центральным экспонатом интерактивной площадки «Прорыв», где размещено 13 образцов военной техники времён Великой Отечественной войны, стал танк Т-26, обломки которого с номером 532 были обнаружены в реке Кундрючья в Усть-Донецком районе. 
В центре Аллеи Памяти, где находятся захоронения защитников донской земли, расположен памятник советскому солдату-победителю, в основании — Часовня в честь Воскресения Христова. Венчает Аллею Высота Народной Памяти — скульптурная композиция «Журавли», выполненная С. Н. Олешней. На территории музейного комплекса расположен амфитеатр на 300 посадочных мест и Информационно-выставочный центр с двумя залами.

## Внутреннее убранство комплекса и экспозиция музея

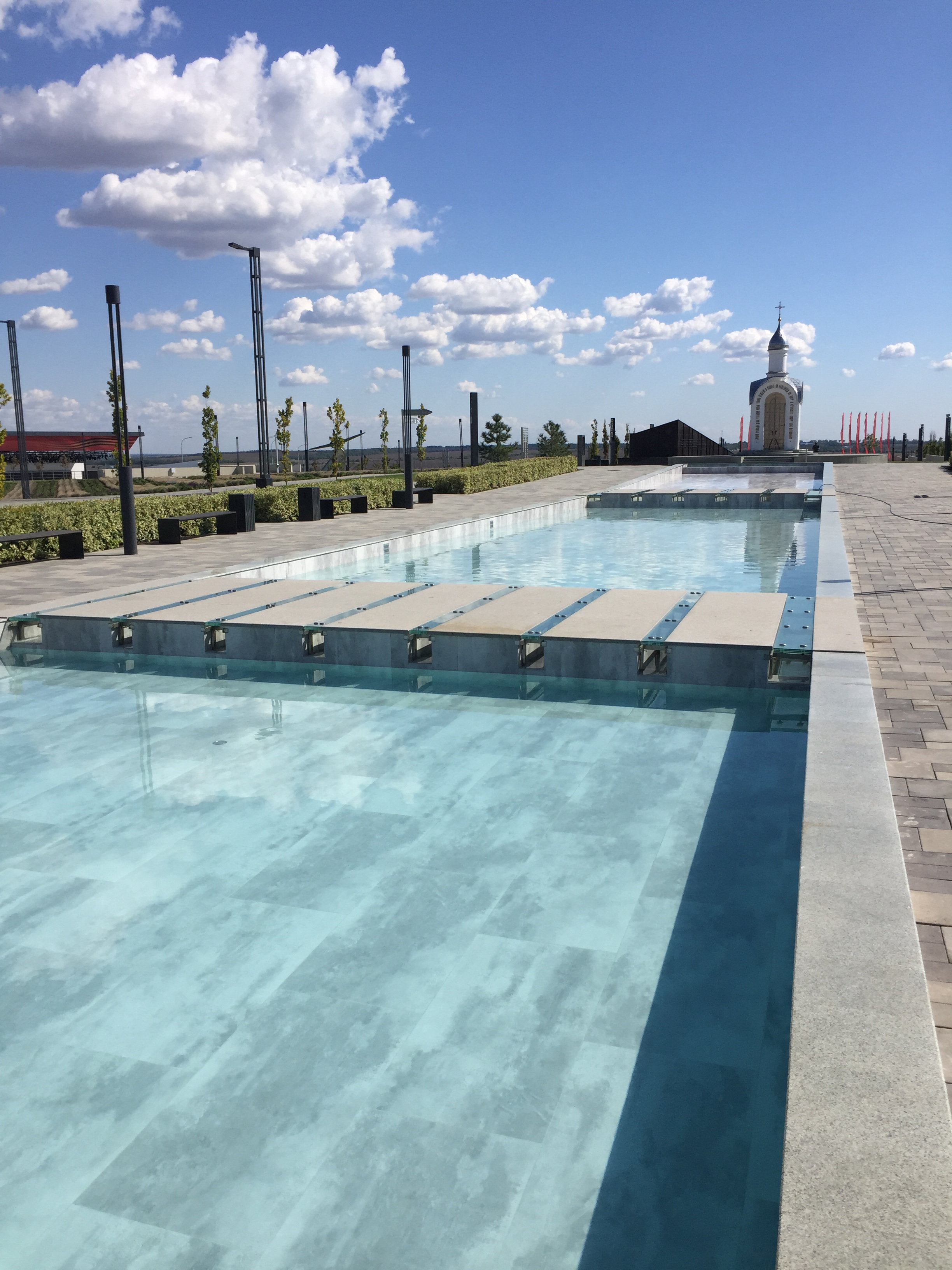
Река Жизни[12].
Памятник советскому солдату.
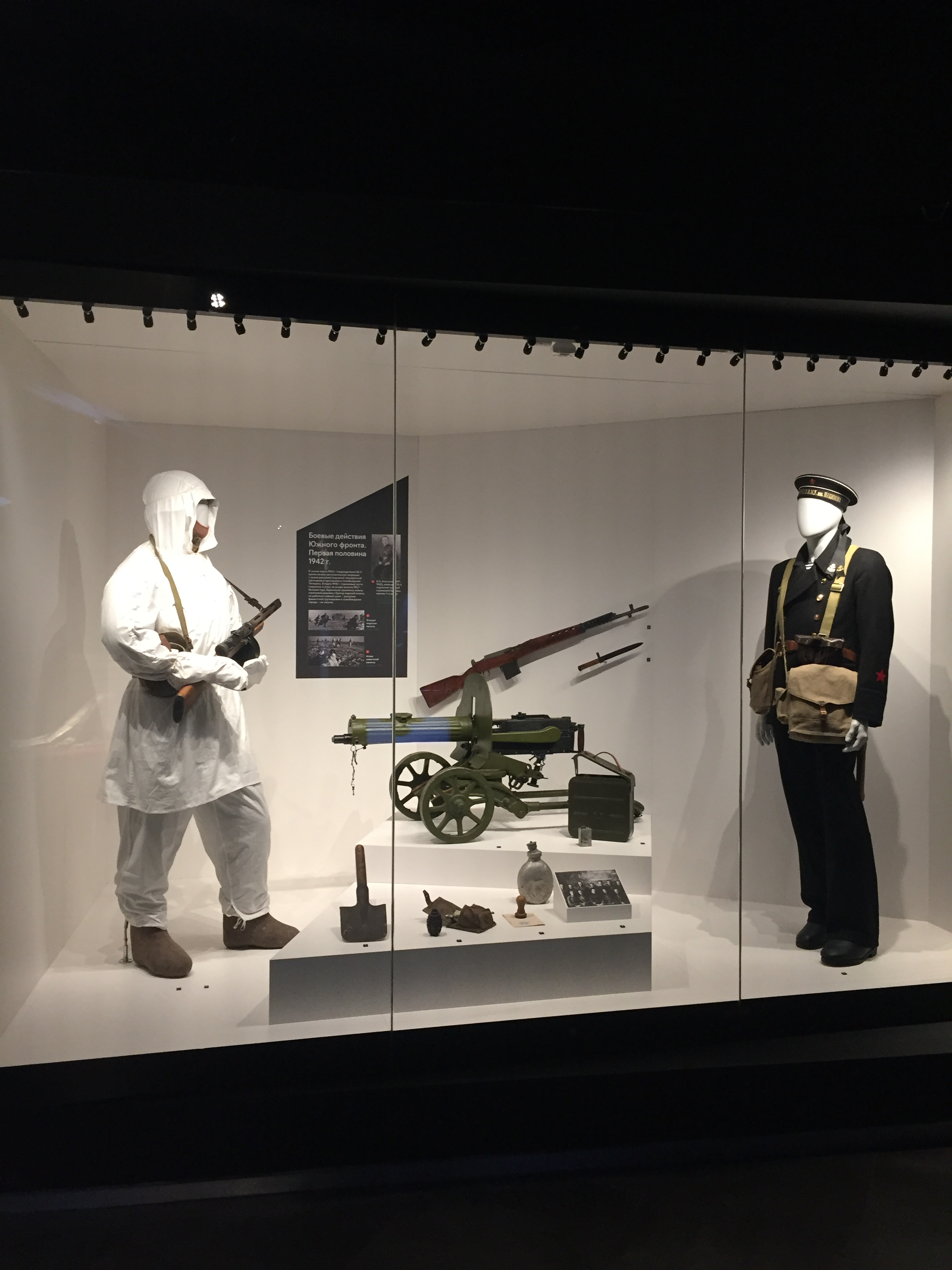
Экспозиция музея «Дон в Великой Отечественной войне» на территории комплекса.
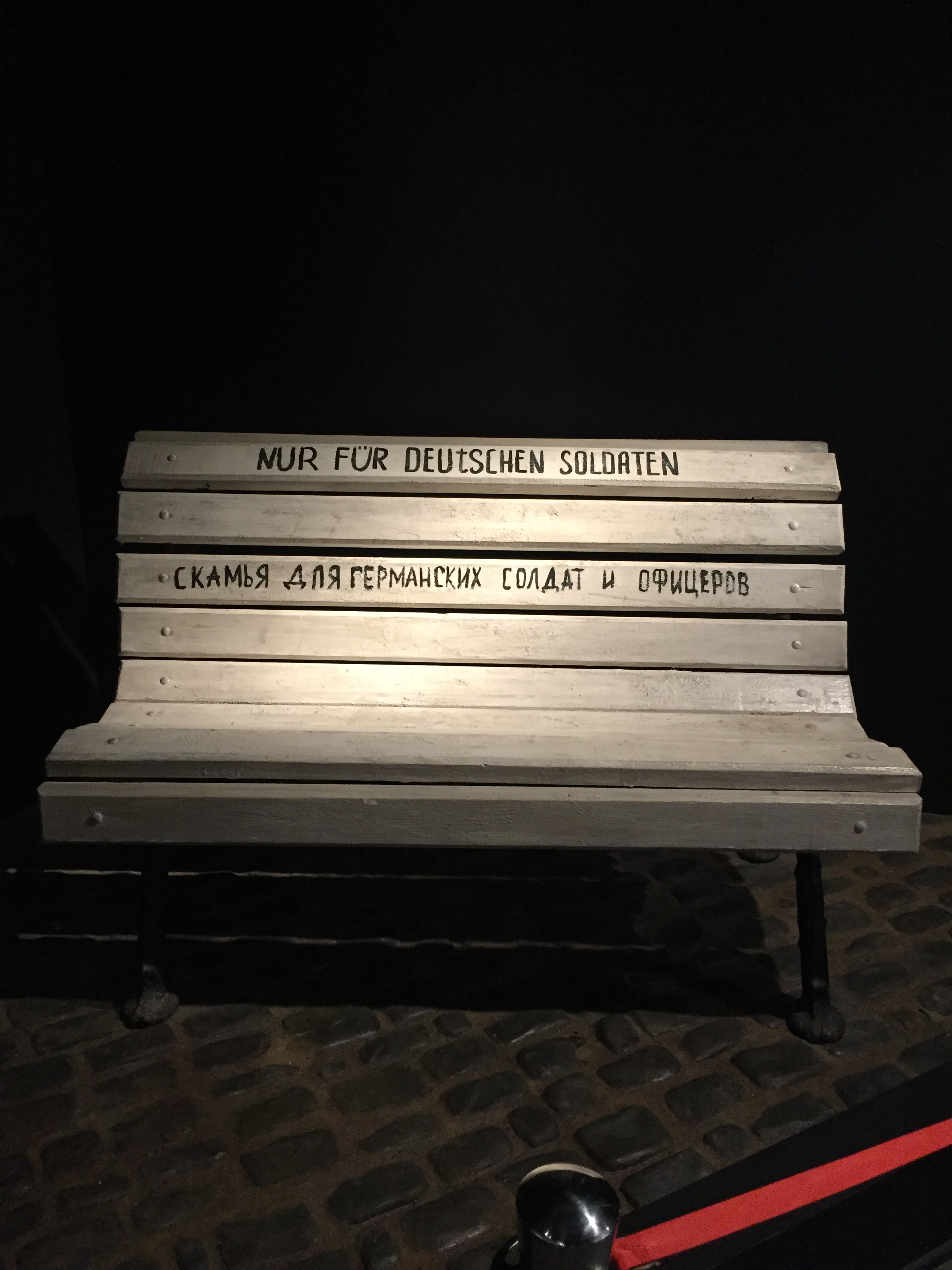
Экспозиция музея.
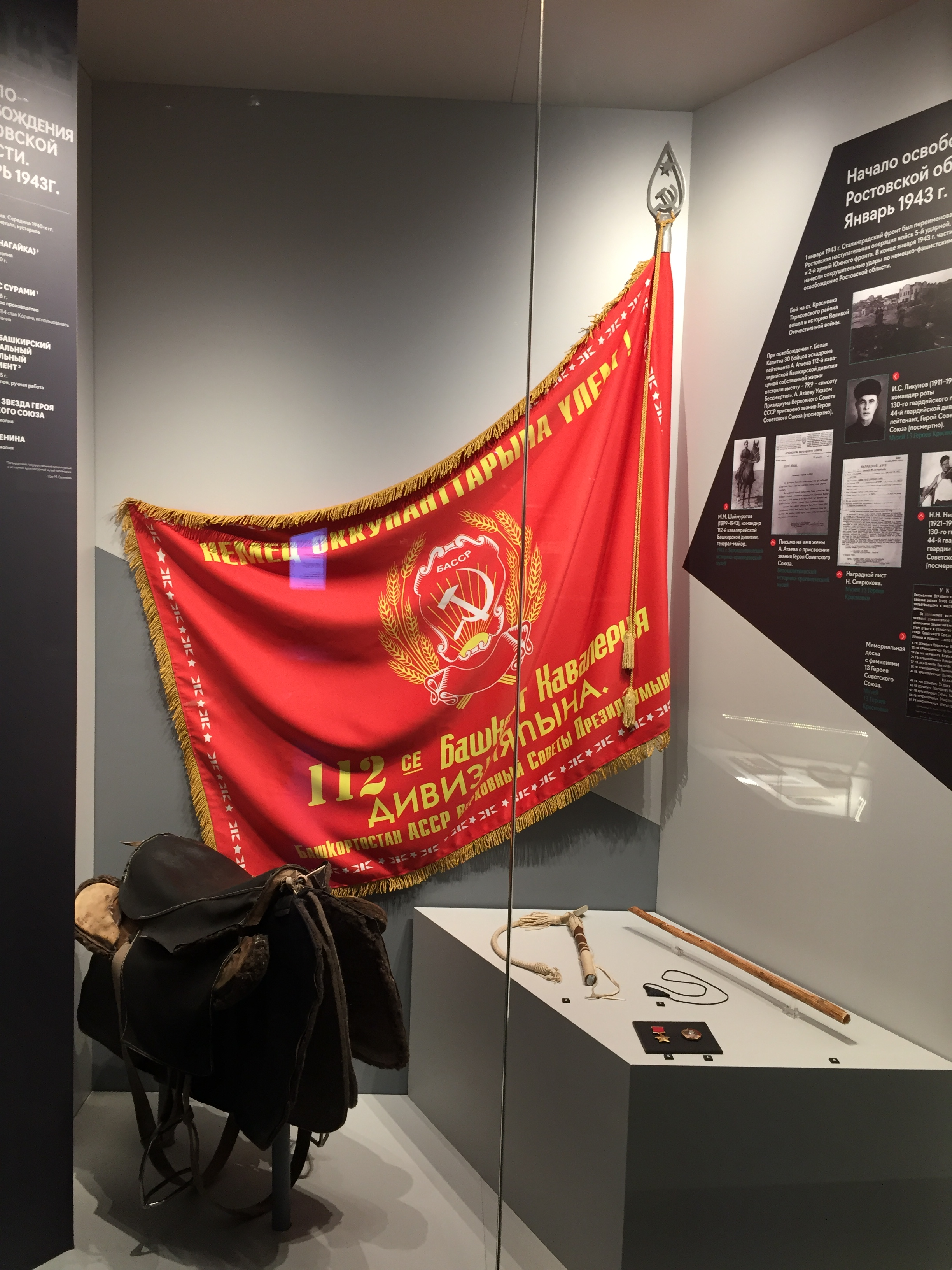
Экспозиция музея, стенд, посвящённый 112 Башкирской кавалерийской дивизии.
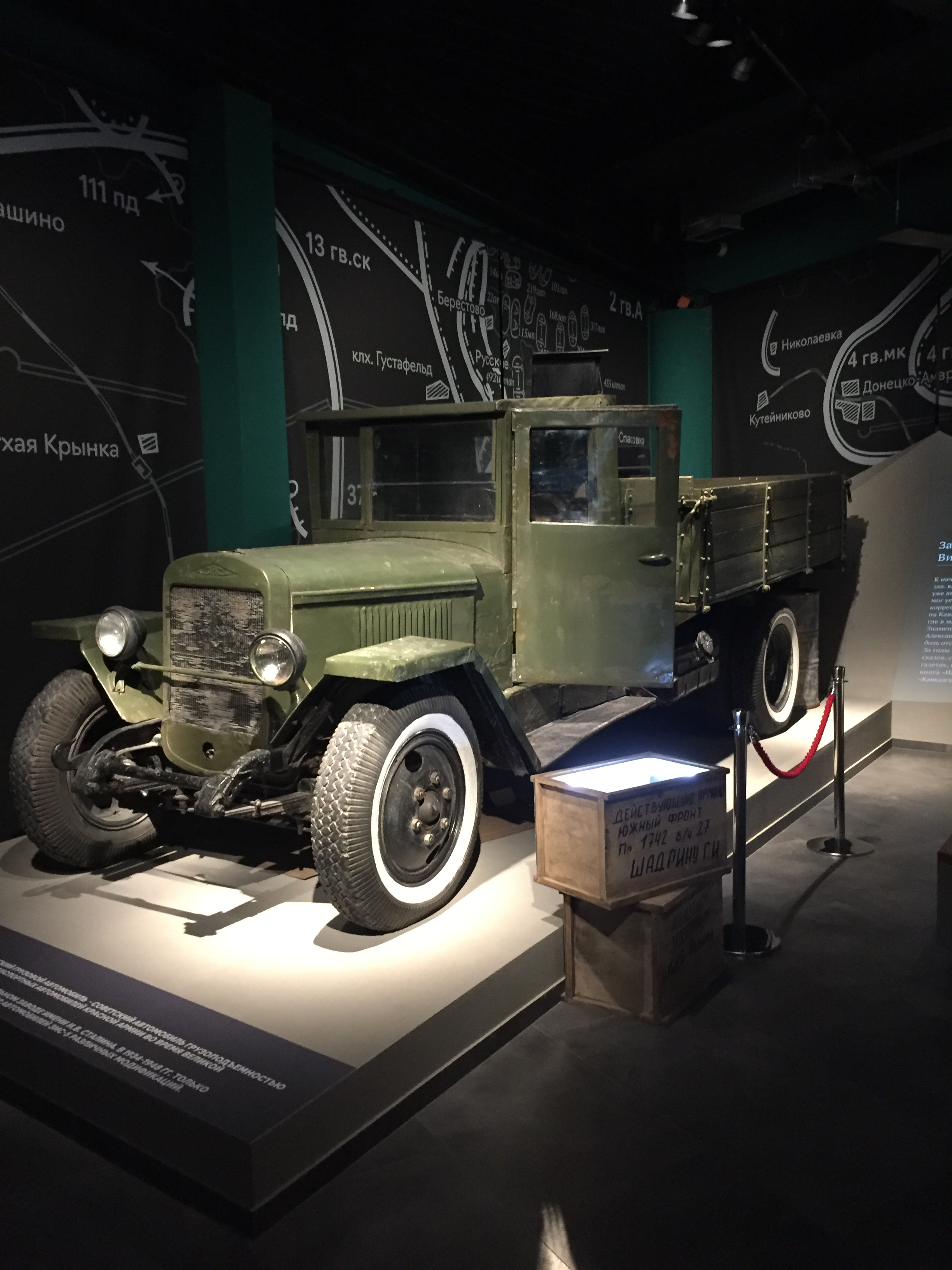
Экспозиция музея.